# Брента (річка)
Брента (італ. Brenta, лат. Medoacus maior, нім. Brandau) — річка, що протікає на північному сході Італії. Бере свій початок в Доломітових Альпах в провінції Торено й впадає в Адріатичне море поруч з Венеційською лагуною. В гірській області Трентіно-Альто-Адідже русло річки створює так звану долину Трентіно-Альто-Адідже.

## Опис
Витік річки знаходиться в Доломітових Альпах, в озерах Кальдонаццо і Левіко, на висоті близько 450 метрів над рівнем моря.
Є однією з річок, що забезпечує водозбір до басейну найбільшої італійської річки По, площа водозбору якої майже 75 тис.кв.км. У верхній течії Брента тече на схід, потім повертає на південь, утворюючи ущелину у венеційських Передальпах і витікаючи на рівнину біля міста Бассано-дель-Граппа. Північніше Падуї від річки відгалужується канал Брентелла, який з'єднує її з річкою Баккільйоне, що з часыв раннього Середньовыччя тече по старому руслу Бренти. Біля містечка Стра річку перетинає низка каналів Піовего та Навільо-дель-Брента (останній проходить уздовж старого русла Бренти), що з'єднує Падую з Венеційською лагуною. Далі річка тече в штучному руслі, поки не досягає Адріатичного моря біля Кіоджи.
У римську епоху річка мала назву Медоак (Medoacus, Μηδειοχος) і поблизу Падуї розділялась на дві гілки — Medoacus Maior (Великий Медоак) і Medoacus Minor (Малий Медоак). Річка змінила своє русло в ранньому середньовіччі, і по її колишньому руслу через Падую тепер тече річка Баккільйоне.
Брента має довжину 174 кілометри (108 миль) і площу басейну біля 2304 км². Вона вперше була каналізована у XVI столітті, коли був побудований довгий канал від міста Стра до Адріатичного моря, що оминав Венеційську лагуну. Відгалуження Бренти під назвою Навільо-дель-Брента було залишено для прямого з'єднання Венеції та Падуї (яка була свого роду другою столицею Венеційської республіки). Воне протікає через Стра, Ф'єссо д'Артіко, Доло, Міра, Оріаго та Мальконтента до Фузіни (яка є частиною комуни Венеції).
Її головна притока — Цисмон .

## Виноски
1. 1 2  Brenta (італ.). Treccani. Процитовано 12 жовтня 2017.
2. ↑  Шаблон:Encyklopedia PWN